# Ian Wright
Ian Edward Wright MBE (Sinh ngày 3 tháng 11 năm 1963, Woolwich, London) là một cựu cầu thủ bóng đá người Anh, một người nổi tiếng trên truyền hình và radio. Ông hiện đang là bình luận viên của BBC Sport và ITV Sport.
Là cầu thủ giành được nhiều thành công với các câu lạc bộ của London như Crystal Palace và Arsenal, trong 7 năm tại Arsenal, ông đã một lần vô địch Premier League, 2 cúp FA, 1 cúp liên đoàn và một lần nâng cao danh hiệu UEFA Cup Winners' Cup. Ông đã thi đấu tổng cộng 581 trận, ghi 387 bàn thắng cho 7 câu lạc bộ ở Anh và Scotland và 33 lần khoác áo đội tuyển quốc gia Anh.
Ngoài ra, Wright còn từng thi đấu tại Premier League cho West Ham United và Nottingham Forest, tại Scottish Premier League cho câu lạc bộ Celtic và ở giải hạng nhì Anh cho Burnley.
Sau khi giã từ sân cỏ, ông hoạt động tích cực trong lĩnh vực truyền thông, chủ yếu trong các chương trình truyền hình và radio liên quan đến bóng đá. Con trai cả của ông Shaun Wright-Phillips và người con thứ hai Bradley Wright-Phillips đều là cầu thủ bóng đá chuyên nghiệp.

## Tuổi thơ
Wright đến với bóng đá chuyên nghiệp tương đối muộn. Mặc dù đã từng thử việc tại Southend United và Brighton thời còn niên thiếu, ông vẫn không thể có được một hợp đồng bóng đá chuyên nghiệp và chỉ chơi cho các đội không chuyên và nghiệp dư.
Ông từng phải ngồi trong Nhà giam Chelmsford 2 tuần do lái xe mà không nộp thuế hay có bảo hiểm.

## Sự nghiệp cầu thủ

### Crystal Palace
Quan sát viên của Crystal Palace, Peter Prentice, tình cờ được xem Wright đá cho Dulwich Hamlet và đã mời ông về thử việc tại sân Selhurst Park. Sau khi gây ấn tượng với huấn luyện viên Steve Coppell, ông đã ký hợp đồng chuyên nghiệp với Crystal Palace vào tháng 8 năm 1985, chỉ 3 tháng trước khi ông tròn 22 tuổi.
Ông nhanh chóng tạo dấu ấn ngay trong mùa giải đầu tiên khi ghi 9 bàn thắng để trở thành cây săn bàn thứ hai của Palace. Sau khi tiền đạo Mark Bright chuyển đến Palace vào năm 1986, họ sớm trở thành một cặp đôi tiền đạo ăn ý và đã ghi được rất nhiều bàn thắng giúp câu lạc bộ giành vé đá playoffs và lên chơi giải hạng nhất năm 1989. cũng trong mùa giải đấy, Wright đã có 24 lần lập công tại giải hạng nhì và ghi tổng cộng 33 bàn ở mọi giải đấu.
Wright được gọi lên đội tuyển Anh B vào tháng 12 năm 1989 nhưng chấn thương mà ông gặp phải đã làm ảnh hưởng đến phong độ của ông tại giải hạng nhất. Dẫu vậy, sau khi hồi phục, ông đã có một màn ra mắt ấn tượng khi đóng vai trò một 'siêu dự bị', trong trận chung kết cúp FA 1990 gặp Manchester United. Anh đã cân bằng tỉ số cho Palace chỉ sau vài phút có mặt trên sân và buộc hai đội phải đá hiệp phụ. Mặc dù Wright đã ghi bàn giúp Palace vươn lên dẫn trước nhưng trận đấu vẫn kết thúc với tỉ số 3-3 và Palace sau đó vẫn thất bại 1–0 trong trận đấu lại.
Ở mùa giải kế tiếp, ông đã đạt được cột mốc 100 bàn thắng cho Crystal Palace và lập cú đúp giúp Palace đánh bại Everton để giành Zenith Data Systems Cup trên sân Wembley. Wright trở nên nổi tiếng với khả năng săn bàn nổi bật của mình khi ông lập một hat-trick chỉ trong 18 phút trong vòng đấu áp chót gặp câu lạc bộ Wimbledon trên sân khách ở mùa giải 1990–91.
Wright đã có 253 lần góp mặt trong đội hình xuất phát và 24 lần vào sân thay người trong 6 mùa giải đá cho Crystal Palace. Với 117 bàn thắng trên tất cả các giải đấu, ông đứng thứ 3 trong danh sách các cây săn bàn của câu lạc bộ và là cầu thủ ghi nhiều bàn nhất cho Palace sau chiến tranh
Năm 2005, ông được cổ động viên Crystal Palace bầu chọn vào đội hình xuất sắc nhất (Centenary XI) nhân kỉ niệm 100 năm thành lập câu lạc bộ.

### Arsenal
Wright chuyển đến Arsenal vào tháng 9 năm 1991 với mức giá 2,5 triệu £, phí chuyển nhượng kỉ lục của câu lạc bộ vào thời điểm đó.
Ông ghi bàn thắng đầu tiên trong trận ra mắt gặp Leicester City tại cúp liên đoàn, và lập hat-trick trong trận đấu đầu tại giải gặp Southampton. Ông giành giải thưởng chiếc giày vàng ngay trong mùa giải đầu tiên với 29 bàn thắng. Ông đã ghi một hat-trick trong vòng đấu cuối của mùa giải gặp Southampton; Bàn thắng thứ ba của ông cũng là bàn thắng cuối cùng được ghi ở giải hạng nhất cũ.
Wright trở thành cầu thủ ghi bàn hàng đầu của câu lạc bộ trong 6 mùa giải liên tiếp và đóng vai trò quan trọng trong thành công của câu lạc bô trong thập niên 90 khi giành cú đúp cúp FA và cúp liên đoàn năm 1993; Ông ghi bàn trong cả trận chung kết cúp FA và trận đấu lại gặp Sheffield Wednesday.
Wright còn giúp Arsenal lọt đến trận chung kết UEFA Cup Winners' Cup 1994, Mặc dù ông bị treo giò trận chung kết nhưng Arsenal vẫn đánh bại Parma với tỉ số 1–0. Mùa giải đó họ kết thúc ở vị trí thứ 4 tại Premier League.

## Thống kê sự nghiệp

### Câu lạc bộ
| Câu lạc bộ               | Mùa giải            | Giải đấu                | Giải đấu | Giải đấu  | Cúp quốc gia | Cúp quốc gia | League cup | League cup | Châu Âu | Châu Âu   | Giải khác | Giải khác | Tổng cộng | Tổng cộng |
| Câu lạc bộ               | Mùa giải            | Giải đấu                | Số trận  | Bàn thắng | Số trận      | àn thắng     | Số trận    | Bàn thắng  | Số trận | Bàn thắng | Số trận   | Bàn thắng | Số trận   | Bàn thắng |
| ------------------------ | ------------------- | ----------------------- | -------- | --------- | ------------ | ------------ | ---------- | ---------- | ------- | --------- | --------- | --------- | --------- | --------- |
| Crystal Palace           | 1985–86             | Second Division         | 32       | 9         | 1            | 0            | 1          | 0          | —       | —         | 2         | 0         | 36        | 9         |
| Crystal Palace           | 1986–87             | Second Division         | 38       | 9         | 1            | 0            | 4          | 1          | —       | —         | 1         | 0         | 44        | 10        |
| Crystal Palace           | 1987–88             | Second Division         | 41       | 20        | 1            | 0            | 3          | 3          | —       | —         | 1         | 0         | 46        | 23        |
| Crystal Palace           | 1988–89             | Second Division         | 42       | 24        | 1            | 0            | 2          | 1          | —       | —         | 9         | 8         | 54        | 33        |
| Crystal Palace           | 1989–90             | First Division          | 26       | 8         | 4            | 2            | 4          | 1          | —       | —         | 3         | 2         | 37        | 13        |
| Crystal Palace           | 1990–91             | First Division          | 38       | 15        | 3            | 1            | 5          | 3          | —       | —         | 6         | 6         | 52        | 25        |
| Crystal Palace           | 1991–92             | First Division          | 8        | 5         | —            | —            | —          | —          | —       | —         | —         | —         | 8         | 5         |
| Crystal Palace           | Tổng cộng           | Tổng cộng               | 225      | 90        | 11           | 3            | 19         | 9          | —       | —         | 22        | 16        | 277       | 118       |
| Arsenal                  | 1991–92             | First Division          | 30       | 24        | 0            | 0            | 3          | 2          | 0       | 0         | —         | —         | 33        | 26        |
| Arsenal                  | 1992–93             | Premier League          | 31       | 15        | 7            | 10           | 8          | 5          | —       | —         | —         | —         | 46        | 30        |
| Arsenal                  | 1993–94             | Premier League          | 39       | 23        | 3            | 1            | 4          | 6          | 6       | 4         | 1         | 1         | 53        | 35        |
| Arsenal                  | 1994–95             | Premier League          | 31       | 18        | 2            | 0            | 3          | 3          | 9       | 9         | 2         | 0         | 47        | 30        |
| Arsenal                  | 1995–96             | Premier League          | 31       | 15        | 2            | 1            | 7          | 7          | —       | —         | —         | —         | 40        | 23        |
| Arsenal                  | 1996–97             | Premier League          | 35       | 23        | 1            | 0            | 3          | 5          | 2       | 2         | —         | —         | 41        | 30        |
| Arsenal                  | 1997–98             | Premier League          | 24       | 10        | 1            | 0            | 1          | 1          | 2       | 0         | —         | —         | 28        | 11        |
| Arsenal                  | Tổng cộng           | Tổng cộng               | 221      | 128       | 16           | 12           | 29         | 29         | 19      | 15        | 3         | 1         | 288       | 185       |
| West Ham United          | 1998–99             | Premier League          | 22       | 9         | 1            | 0            | 2          | 0          | —       | —         | —         | —         | 25        | 9         |
| West Ham United          | 1999–2000           | Premier League          | 0        | 0         | —            | —            | 0          | 0          | 1       | 0         | —         | —         | 1         | 0         |
| West Ham United          | Tổng cộng           | Tổng cộng               | 22       | 9         | 1            | 0            | 2          | 0          | 1       | 0         | —         | —         | 26        | 9         |
| Nottingham Forest (mượn) | 1999–2000           | First Division          | 10       | 5         | —            | —            | —          | —          | —       | —         | —         | —         | 10        | 5         |
| Celtic                   | 1999–2000           | Scottish Premier League | 8        | 3         | 1            | 0            | 1          | 0          | 0       | 0         | —         | —         | 10        | 3         |
| Burnley                  | 1999–2000           | Second Division         | 15       | 4         | —            | —            | —          | —          | —       | —         | —         | —         | 15        | 4         |
| Tổng cộng sự nghiệp      | Tổng cộng sự nghiệp | Tổng cộng sự nghiệp     | 501      | 239       | 29           | 15           | 51         | 38         | 20      | 15        | 25        | 17        | 626       | 324       |

1. ↑  Bao gồm FA Cup, Scottish Cup
2. ↑  Bao gồm League Cup, Scottish League Cup
3. 1 2 3 4 5  Số trận ở Full Members' Cup
4. ↑  Năm trận và năm bàn thắng ở Full Members' Cup, bốn trận và ba bàn thắng Second Division play-offs
5. 1 2  Số trận ở European Cup Winners' Cup
6. ↑  Số trận ở FA Charity Shield
7. ↑  Số trận ở European Super Cup
8. 1 2  Số trận ở UEFA Cup
9. ↑  Số trận ở UEFA Intertoto Cup

## Danh hiệu
Crystal Palace
- Football League Second Division play-offs: 1988–89
- Full Members' Cup: 1990–91
- FA Cup á quân: 1989–90

Arsenal
- Premier League: 1997–98[13]
- FA Cup: 1992–93, 1997–98
- Football League Cup: 1992–93
- European Cup Winners' Cup: 1993–94
- European Super Cup á quân: 1994[14]

West Ham United
- UEFA Intertoto Cup: 1999

Burnley
- Football League Second Division á quân: 1999–2000